# 八木麻紗子
八木 麻紗子（やぎ まさこ、1986年1月27日 - ）は、テレビ朝日アナウンサー。

## 来歴・人物
大阪府枚方市出身。大阪女学院高等学校を経て、京都大学農学部資源生物科卒業。大学在学中、ミスキャンパスナビグランプリ2004（2004年当時、八木や竹内由恵らが所属したキャンパスパークが開催）で大賞を受賞。また、maco（マコ）という芸名でタレント活動もしており、テレビや雑誌 を中心に活動していた。大学在学中にサン放送アカデミー でアナウンサー養成の短期講習を受講している。2008年4月にテレビ朝日に入社した。
2008年7月、未明に放送の『速報!甲子園への道』関東ローカルパートにて、同期入社の本間智恵、竹内由恵の2人と共にレポーターとしてデビューを果たす。
2008年11月5日、VOICE 6 記者発表会見で同期の竹内由恵、本間智恵との女性アイドルグループ「業務命令」 として「ヴィーナス・エスケープ」で歌手デビュー、会見の場では「さっそく振り付けを間違えてしまいました。まさか自分がこんな格好をするとは思っていなかったのですが、やるからには頑張りますので本番をお楽しみに」と抱負を述べた。
2009年1月17日、快盗!!シノビーナで（3DCGちびキャラ化された）八木が登場するアプリゲームが配信された。2009年2月28日、3月1日 - VOICE 6 で舞台劇デビュー（舞台上での歌手デビュー）。2009年5月24日放送の素敵な宇宙船地球号にて、案内役のエコガールズの一員として、トヨタ・プリウス新型発表会で体験試乗した。なお、農学部生物資源科で学んでいただけに、「『素敵な宇宙船地球号』は学生の頃から大好きで、いつか何かの形で関わりたいと夢見ていた番組。（八木の出演日の放送は）永久保存版です!」と『素敵な宇宙船地球号』ファンを明かした。2011年2月27日に同局アナウンサーの野上慎平と結婚。2016年2月4日、第1子男児が誕生。2019年3月1日、第2子の妊娠を発表。5月14日、第2子を出産。

## 現在の出演番組
- ANNスーパーJチャンネル（2020年10月4日 - ）日曜版メインキャスター

2023年7月8日から、土曜版メインキャスターも担当する。
- はい!テレビ朝日です（2020年4月5日 - ）

## 過去の出演番組

### テレビ朝日入社後
- 全国高校野球選手権大会中継・SUNSUNリポート（朝日放送） - 3回戦まで
- 列島異変2008[22]（2008年9月20日） - スクーバダイビングのライセンスを取得しているため、伊豆半島の海で水中リポートを行った。
- 学べる!!ニュースショー!（2008年9月19日、2008年10月21日 - 2009年9月8日） - サブキャスター（司会である、川島省吾のサポート役）
- 快盗!!シノビーナ（2008年11月15日 - 2009年9月26日）
- 上田ちゃんネル24時間ぐらい生TV（2008年11月29日、11月30日、CSテレ朝チャンネル） - 番組内の1コーナーである“女子アナとスィーツちゃんネル”に同期の竹内由恵、本間智恵とともに出演
- 第62回福岡国際マラソン（2008年12月7日） - 香椎折り返し点リポート
- エコ甲子園（2008年12月28日）
- 初日の出ニッポン 富士山上空おめでとう完全中継!年越し列島 新春芸能界撮って出し2009!（2009年1月1日） - フィールドキャスター
- 志村&所の戦うお正月2009（2009年1月1日）女子アナチーム
- 「水槽の楽園」（CSテレ朝チャンネル） - 不定期での進行役
- スーパーJチャンネル（2010年3月31日 - 2015年3月27日）
  - サブキャスター（木・金曜担当／2009年4月2日 - 2010年3月、水・木・金曜担当／2010年4月 - 2013年3月）
  - メインキャスター（2013年4月 - 2015年3月）
- やじうまサタデー（2010年4月 - 2010年9月） - サブMC
- やじうまテレビ!（2010年10月 - 2011年4月）
- GET SPORTS／ANN NEWS&SPORTS日曜版スポーツコーナー（2008年10月 - 2011年3月） - 本間智恵と隔週交代[15]
- ワイド!スクランブル（2015年3月30日 - 2015年9月25日） - ニュース担当
- 週刊ニュースリーダー（2015年4月4日 - 2015年9月26日） - 進行
- Qさま!!  - 解答者として不定期出演
- 報道ステーション - フィールドリポーター（2017年4月 - 2019年3月1日）

### テレビ朝日入社前
TV
- Fj CAMPUS（フジテレビ、2005年7月25日 - 2007年3月）
- mm-TV（毎日放送、2005年4月 - 2006年3月）- VJ

ラジオ
- プリンスホテルSEIBU SNOWリゾートゲレンデ（2004年12月 - 2005年3月、プリンスホテルリゾートゲレンデ用放送局とFM放送局BS323 SNOW WAVE）- DJ
- U.K.ビートフライヤー1179[23]（MBSラジオ、2006年4月7日 - 2007年3月30日） - アシスタントインタビュアー
- Beach Wave - 海水浴場やプールの場内放送。DJをミスキャンパスナビグランプリ2005受賞者[24] とのダブルキャストでDJ担当（2006年7月 - 9月、ゲッティ。USENシステム使用）[25]

インターネットテレビ
- MissCampus.tv『macomaco.tv』（ミスキャンパスナビ、2005年6月1日 - 2007年3月）

## 出版物
入社前は後述（脚注4.）
入社後
- 日刊スポーツ「アナトークバトル」（2008年6月19日、6月26日、7月3日）
  - 同期入社の竹内由恵、本間智恵との3週連続企画対談記事掲載
- 『B.L.T.』（月刊ビー・エル・ティー）関東版 2009年6月号
  - 雑誌内の1コンテンツ[ana-logue]にインタビュー記事掲載

## 関連人物

### 同期入社
- 竹内由恵 -『Qさま!!』で「テレビ朝日チーム」や「アナウンサー・キャスターチーム」の一員として協力[5]。
- 本間智恵 -“エコガールズ”の一員

### その他
- 野上慎平
- 小川彩佳 -“エコガールズ”の一員
- U.K. (タレント)
- 中込真理子（フリーアナウンサー） - ミスキャンパスナビグランプリ2003。元山梨放送。
- 小熊美香（元日本テレビ）・相内優香（テレビ東京） - 八木のテレ朝入局前に、同期となる竹内らと共にキャンパスパークに所属していた。
- 大角茉里（千葉テレビ放送アナウンサー、元愛媛朝日テレビアナウンサー） - 中学校、高等学校の同級生。